# Curtis Dwight Wilbur
Pour les articles homonymes, voir Wilbur.
Curtis Dwight Wilbur, né le 10 mai 1867 à Boone (Iowa) et mort le 8 septembre 1954 et mort le San Francisco (Californie), est un juge et homme politique américain. Membre du Parti républicain, il est juge en chef de la cour suprême de Californie entre 1923 et 1924, secrétaire à la Marine entre 1924 et 1929 dans l'administration du président Calvin Coolidge puis juge à la cour d'appel pour le 9e circuit entre 1929 et 1945.

## Biographie
Il est diplômé de l'académie navale d'Annapolis.

## Annexe